# Le Maudit
Albums de Véronique Sanson
De l'autre côté de mon rêve
(1972) Vancouver
(1976)
Singles
1. Amoureuse (version anglaise) / Cent fois
Sortie : 1974
2. Le Maudit / Véronique
Sortie : 1974
3. On m'attend là-bas / Alia Souza
Sortie : 1974 (single promo.)
4. Le Maudit / On m'attend là-bas
Sortie : 1975

Le Maudit est le troisième album studio de la chanteuse Véronique Sanson, sorti le 26 septembre 1974. Cet album a été certifié double disque d'or, avec plus de 200 000 exemplaires vendus en France.

## Historique
Pour Véronique Sanson, cet album est le premier d'une série de cinq enregistrés aux États-Unis. L'album est produit par elle-même, et pour les musiciens, elle s'adjoint les services des musiciens de Manassas, le groupe de Stephen Stills qui est alors son mari. Ainsi, l'album sonne résolument plus rock que les deux précédents.
Les thèmes des textes de chansons évoquent en grande partie son exil américain et les regrets d'avoir quitté la France. La chanson Le Maudit, dans laquelle elle parle d'elle-même à la deuxième personne du singulier, est dédiée à son ancien compagnon Michel Berger qui aura, en 1990, l'occasion d'en faire les louanges à la télévision devant Véronique Sanson, dans Étoile Palace, émission présentée par Frédéric Mitterrand. La chanson Christopher est dédiée à son fils, dont elle était enceinte au moment de l'enregistrement mais qui avait 5 mois au moment de la sortie de l'album.

## Titres
| No  | Titre                                       | Durée |
| --- | ------------------------------------------- | ----- |
| 1.  | Alia Souza                                  | 2:54  |
| 2.  | Christopher                                 | 2:56  |
| 3.  | Cent fois                                   | 2:38  |
| 4.  | Véronique                                   | 3:51  |
| 5.  | Un peu plus de noir                         | 2:45  |
| 6.  | Le Maudit (mais ta douleur efface ta faute) | 4:22  |
| 7.  | Ma musique s'en va                          | 4:05  |
| 8.  | L'Étoile rouge                              | 3:59  |
| 9.  | Les Cloches de Carmel                       | 3:48  |
| 10. | Bouddha                                     | 5:04  |
| 11. | On m'attend là-bas                          | 4:12  |

## Crédits
Paroles et musique : Véronique Sanson sauf Les Cloches de Carmel : A. Salvati - V. Sanson
Enregistré à : A&M Studios - Hollywood, Californie 
Ingénieur : Pete Romano assisté de Steve Mitchell 
et Record Plant - Sausalito - Californie 
Ingénieurs : Bill Halverson & Gary Kelgren 
Mixé à : Sound Lab - Hollywood, Californie, par James Guercio, Armen Steiner, Stephen Stills 
Arrangements : Véronique Sanson 
Arrangements cordes : Jimmy Haskell & Véronique Sanson

## Musiciens
- Kenny Passarelli – basse
- Lee Sklar – basse
- Joe Lala – percussions
- Donnie Dacus – guitare
- Alain Salvati – guitare
- Russell Kunkel – batterie
- Harvey Mason – batterie
- Conrad Isidore – batterie
- Stephen Stills – basse sur On m'attend là-bas

## Singles
- Amoureuse (version originale anglaise)/Cent fois - 1974
- Le Maudit/Véronique - 1974
- Le Maudit/On m'attend là-bas - 1974
- On m'attend là-bas/Alia Soûza - 1974 (single promo)
- Un peu plus de noir/Cent fois - 1974, Canada
- Alia Soûza/Christopher - 1974, Canada
- Alia Soûza/L'Étoile rouge - 1974, Japon
- Povero maledetto/Diverso amore mio - 1978, Italie, versions italiennes de Le Maudit, Amoureuse